# Joseph Heco
Joseph Heco (1837. szeptember 20. – 1897.december 12.), eredeti japán nevén: 浜田彦蔵 (Hamada Hikozó, Hepburn-átírással: Hamada Hikozō), más néven Amerika Hikozó az első japán származású amerikai állampolgár volt. Gyermekként 1850-ben a japán partok mentén hajótörést szenvedett, egy amerikai hajó vette fel, ezután az Egyesült Államokban tanult, 1858-ban állampolgárságot kapott, és a katolikus hitben a Joseph Heco névre keresztelték. Egy évvel később visszatért Japánba, és Townsend Harris első főkonzul tolmácsa lett. Külföldi eseményekkel foglalkozó újságot alapított (Kaigai simbun, 'Külföldi hírek'), és két önéletrajzot is írt, a japán nyelvű Hjórjúkit ('Egy hajótörött feljegyzései', 1863) és az angol nyelvű The Narrative of a Japanese-t (1895), ez utóbbit James Murdoch skót Japán-történész rendezte sajtó alá.